# Chirita orthandra
Chirita orthandra är en tvåhjärtbladig växtart som beskrevs av Wen Tsai Wang. Chirita orthandra ingår i släktet Chirita och familjen Gesneriaceae. Inga underarter finns listade i Catalogue of Life.